# Partecipanti al Tour du Doubs 2014
Elenco dei partecipanti al Tour du Doubs 2014.
Alla competizione hanno preso parte 14 squadre costituite da 8 ciclisti ciascuna (eccezione per 3 squadre da 7 ed una da 6), per un totale di 107 ciclisti; Sul traguardo di Pontarlier giunsero 81 corridori.

## Corridori per squadra
Nota: R ritirato, NP non partito, FT fuori tempo.
| IAM Cycling                  | IAM Cycling                  | IAM Cycling                  | La Pomme Marseille 13   | La Pomme Marseille 13    | La Pomme Marseille 13   | Burgos-BH                    | Burgos-BH                    | Burgos-BH                    |
| ---------------------------- | ---------------------------- | ---------------------------- | ----------------------- | ------------------------ | ----------------------- | ---------------------------- | ---------------------------- | ---------------------------- |
| 1                            | Aleksejs Saramotins          | 11º                          | 51                      | Julien Antomarchi        | 36º                     | 101                          | Darío Hernández              | 81º                          |
| 2                            | Martin Elmiger               | R                            | 52                      | Rémy Di Grégorio         | 51º                     | 102                          | Ibai Salas                   | R                            |
| 3                            | Mathias Frank                | R                            | 53                      | Antoine Lavieu           | 33º                     | 103                          | Moisés Dueñas                | 21º                          |
| 4                            | -                            |                              | 54                      | Julien El Fares          | 34º                     | 104                          | Federico Buto                | R                            |
| 5                            | Sondre Holst Enger           | 60º                          | 55                      | Grégoire Tarride         | 35º                     | 105                          | Jesús del Pino               | 20º                          |
| 6                            | Claudio Imhof                | R                            | 56                      | Thomas Rostollan         | R                       | 106                          | David Belda                  | 63º                          |
| 7                            | Roger Kluge                  | R                            | 57                      | Yoann Paillot            | 76º                     | 107                          | Ander Arranz                 | R                            |
| 8                            | Simon Pellaud                | R                            | 58                      | Clément Saint-Martin     | 22º                     | 108                          | Unai Arranz                  | R                            |
| Team Europcar                | Team Europcar                | Team Europcar                | Roubaix Lille Métropole | Roubaix Lille Métropole  | Roubaix Lille Métropole | AC Sparta Praha              | AC Sparta Praha              | AC Sparta Praha              |
| 11                           | Giovanni Bernaudeau          | 52º                          | 61                      | Julien Duval             | 41º                     | 111                          | Jan Stöhr                    | R                            |
| 12                           | Yohann Gène                  | 62º                          | 62                      | Quentin Jauregui         | 12º                     | 112                          | Vaclav Viktorin              | R                            |
| 13                           | Romain Guillemois            | 30º                          | 63                      | Rudy Kowalski            | 16º                     | 113                          | Tomáš Holub                  | R                            |
| 14                           | Fabrice Jeandesboz           | 23º                          | 64                      | Jean-Lou Paiani          | 31º                     | 114                          | Jiří Nesveda                 | R                            |
| 15                           | Taruia Krainer               | 54º                          | 65                      | Jimmy Turgis             | 71º                     | 115                          | Jan Ryba                     | R                            |
| 16                           | Morgan Lamoisson             | R                            | 66                      | -                        |                         | 116                          | -                            |                              |
| 17                           | Angélo Tulik                 | 2º                           | 67                      | Franck Vermeulen         | 75º                     | 117                          | Pavel Stöhr                  | R                            |
| 18                           | Thomas Voeckler              | 46º                          | 68                      | -                        |                         | 118                          | Martin Kubík                 | R                            |
| Bretagne-Séché Environnement | Bretagne-Séché Environnement | Bretagne-Séché Environnement | AG2R                    | AG2R                     | AG2R                    | Selezione nazionale francese | Selezione nazionale francese | Selezione nazionale francese |
| 21                           | Axel Journiaux               | R                            | 71                      | Julien Bérard            | 70º                     | 121                          | Julien Bernard               | 29º                          |
| 22                           | Armindo Fonseca              | 40º                          | 72                      | Alexis Vuillermoz        | 5º                      | 122                          | Thomas Boudat                | 79º                          |
| 23                           | Clément Koretzky             | 50º                          | 73                      | Mikaël Cherel            | 69º                     | 123                          | Hugo Hofstetter              | 57º                          |
| 24                           | Arnaud Gérard                | 77º                          | 74                      | Gediminas Bagdonas       | R                       | 124                          | Loïc Chetout                 | 48º                          |
| 25                           | Benoît Jarrier               | 74º                          | 75                      | Samuel Dumoulin          | 9º                      | 125                          | Nans Peters                  | 13º                          |
| 26                           | Christophe Laborie           | 61º                          | 76                      | Alexis Gougeard          | R                       | 126                          | Pierre Latour                | 73º                          |
| 27                           | Pierre-Luc Périchon          | 3º                           | 77                      | Julian Kern              | 15º                     | 127                          | Kévin Ledanois               | R                            |
| 28                           | Florian Vachon               | 26º                          | 78                      | François Bidard          | 72º                     | 128                          | Jérémy Leveau                | 56º                          |
| Cofidis                      | Cofidis                      | Cofidis                      | FDJ                     | FDJ                      | FDJ                     | CCC Polsat Polkowice         | CCC Polsat Polkowice         | CCC Polsat Polkowice         |
| 31                           | Jérémy Bescond               | 32º                          | 81                      | Thibaut Pinot            | 4º                      | 131                          | Bartłomiej Matysiak          | 43º                          |
| 32                           | Nicolas Edet                 | 65º                          | 82                      | Alexandre Geniez         | 78º                     | 132                          | Nikolay Mihaylov             | 17º                          |
| 33                           | Florian Sénéchal             | 67º                          | 83                      | Anthony Geslin           | 53º                     | 133                          | Jarosław Marycz              | 44º                          |
| 34                           | Christophe Laporte           | 66º                          | 84                      | Sébastien Chavanel       | 80º                     | 134                          | Maciej Paterski              | 19º                          |
| 35                           | Romain Lemarchand            | 24º                          | 85                      | Pierre-Henri Lecuisinier | 18º                     | 135                          | Davide Rebellin              | 6º                           |
| 36                           | Rudy Molard                  | 68º                          | 86                      | Olivier Le Gac           | 58º                     | 136                          | Marek Rutkiewicz             | 14º                          |
| 37                           | Julien Simon                 | 10º                          | 87                      | Guillaume Martin         | 38º                     | 137                          | Branislau Samoilau           | 55º                          |
| 38                           | Rein Taaramäe                | 1º                           | 88                      | Jérémy Roy               | 64º                     | 138                          | Mateusz Taciak               | 25º                          |
| BigMat-Auber 93              | BigMat-Auber 93              | BigMat-Auber 93              | Differdange-Losch       | Differdange-Losch        | Differdange-Losch       |                              |                              |                              |
| 41                           | Frédéric Brun                | 47º                          | 91                      | Corrado Lampa            | 45º                     |                              |                              |                              |
| 42                           | Flavien Dassonville          | 42º                          | 92                      | Johan Coenen             | 39º                     |                              |                              |                              |
| 43                           | Alo Jakin                    | 27º                          | 93                      | Jānis Dakteris           | 28º                     |                              |                              |                              |
| 44                           | Maxime Renault               | 59º                          | 94                      | Boris Carène             | 37º                     |                              |                              |                              |
| 45                           | Stéphane Rossetto            | 8º                           | 95                      | William Guzman           | R                       |                              |                              |                              |
| 46                           | Steven Tronet                | 49º                          | 96                      | Diego Milán              | R                       |                              |                              |                              |
| 47                           | Théo Vimpère                 | 7º                           | 97                      | -                        |                         |                              |                              |                              |
| 48                           | David Menut                  | R                            | 98                      | Joaquín Sobrino          | R                       |                              |                              |                              |